# Mutuelle nationale des hospitaliers et des professionnels de la santé et du social
MNH
La mutuelle nationale des hospitaliers et des professionnels de la santé et du social (MNH), créée en 1960, par Henri Fabre, le directeur centre hospitalier de Montargis dans le Loiret, s'adresse à l'ensemble des professions de santé exerçant dans le privé ou dans des structures publiques.
Cette mutuelle a développé l'organisation d'un groupe et organisé en groupe de services concernant plusieurs secteurs d'activité notamment au niveau bancaire. L'ACPR, institution de la Banque de France chargée de la surveillance de l'activité des banques et des assurances en France, a inscrit la MNH dans sa liste 2018 des conglomérats financiers à l'instar d'autres grands groupes bancaires français.

## Histoire

### Avant la création de la MNH
La fédération nationale des mutuelles de fonctionnaires et agents de l’État, créée le 25 avril 1945, regroupe 24 mutuelles de secteur public, les fonctionnaires conservant un régime particulier d’assurances sociales, au sein du régime général, géré par les mutuelles de la fonction publique, à l’instar des caisses primaires pour les salariés de droit privé.

### Création de la MNH
Selon le site de la mutuelle[source insuffisante], c'est à la suite de la réforme hospitalière de 1958 que la décision de la création de la mutuelle hospitalière MNH a été envisagée. Le 1er février 1959 les premiers adhérents de ce qui deviendra une mutuelle nationale, l'année suivante, sont domiciliés dans la région sanitaire d'Orléans.

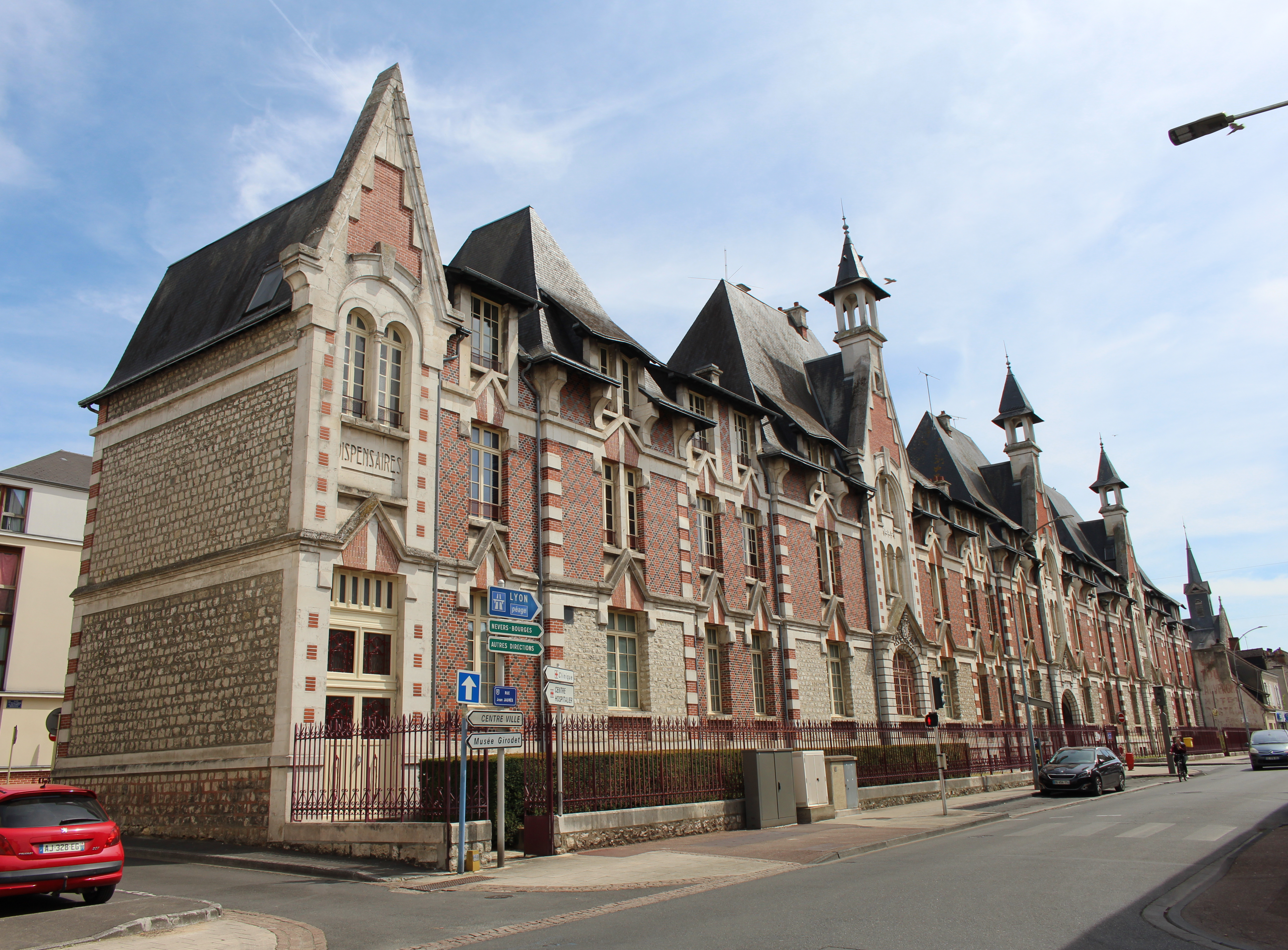
La MNH a été créée dans l'enceinte de l'hôpital de Montargis en 1960. (Photo de l'ancien Hôpital)

La création officielle, au niveau national, date du 1er février 1960 dans une salle ORL de l'hôpital de Montargis, à l'initiative du directeur de l'hôpital de Montargis, Henri Fabre, qui désirait créer un service mutualiste propre aux personnels du secteur hospitalier.

### Développement
Le statut de la fonction publique hospitalière sera créée à la suite de la publication de la loi no 86-33 du 9 janvier 1986.
En juin 2014, la MNH s'engage dans un partenariat avec le Groupe Pasteur Mutualité qui regroupe les unions de mutuelles de l'association générale des médecins de France (AGMF Prévoyance et AGMF Action sociale) dans le but de créer une union mutualiste de groupe (UMG)
En 2015, la MNH décide de quitter la MFP, une union de mutuelles de la fonction publique, laquelle déclare regretter les conditions de sortie de la mutuelle hospitalière.

### Cyberattaque
En février 2021, le système informatique de la MNH subit une cyberattaque dans le cadre d’une opération d’extorsion de fonds. La mise en place d'un plan de d’action et d'un processus de réparation a permis un redémarrage par étapes de son système d’information avant la fin de ce même mois.

## Partenariat

### Le groupe Pasteur Mutualité
En 2015, Le MNH Group et le groupe Pasteur Mutualité (GPM), deux acteurs mutualistes présents auprès des professionnels de santé, annoncent la création d’une union mutualiste de groupe (UMG). Celle-ci sera dénommée Viverem. Le but de cette opération est de combiner les offres de la MNH et du groupe Pasteur Mutualité.
Lors d'une interview accordé sur un site social publié le 5 janvier 2017, le président de la MNH, Gérard Vuidepot, explique que la tentative de rapprochement avec le Groupe Pasteur Mutualité a avorté en précisant que « constituer une UMG est compliqué [...] ».

### La Société générale
La mutuelle, détentrice de la majorité des parts de la banque française mutualiste s'est adressée à la Société générale, une des principales banques françaises afin d'assurer sa promotion auprès des fonctionnaires en utilisant le réseau d’agences de cette banque[source insuffisante] pour la distribution de ses produits et services.

### Le réseau « carte blanche »
Créée en 2001, la plateforme Carte Blanche Partenaire  permet de « faciliter l'accès aux soins et équipements optiques, dentaires et auditifs, tant d'un point de vue géographique que financier » reçoit l'adhésion de la MNH en 2015.

### L'EHESP
En partenariat avec la MNH, l'école des hautes études en santé publique (EHESP), grande école française de la fonction publique administrative, spécialisée dans la formation des cadres supérieurs de la santé publique créent une chaire à « dimension académique », dédiée à la prospective en santé. Cette chaire est installée dans les locaux de cette école au sein du service de management des organisations de santé (MOS)[source insuffisante].

## Organisation
La MNH et MNH Prévoyance sont deux mutuelles distinctes gérées régies par le livre II du Code de la mutualité au sein du groupe mutualiste.
Au travers de son groupe, la mutuelle est également actionnaire majoritaire ou propriétaire d'autres entreprises notamment d'un service bancaire et d'un groupe de presse.

### MNH Mutuelle
La MNH gère ou a géré plusieurs branches de protection sociale en faveur de la population concernée :
- Une branche « mutuelle » prenant en charge « tout ou partie des dépenses non remboursées par la sécurité sociale », ainsi que le versement de plusieurs types de prestations, liée au handicap, à la dépendance, la perte de salaire, etc.)[source secondaire souhaitée].
- Une branche « prévoyance »

### MNH prévoyance
La MNH prévoyance gère un système de prévoyance dans le cadre de garanties couvrant l'incapacité, l'invalidité, les accidents de la vie et le décès ainsi qu'un système d'allocation unique liée à des événements familiaux (mariage, de naissance ou d’adoption d’enfants)

### Le groupe de la MNH
Le 6 novembre 2018, la direction de la mutuelle annonce que l'ensemble de services initié par la MNH dénommé MNH Group devient NEHS, acronyme de « nouvelle entreprise humaine en santé ». En 2020, le groupe prend le nom de MNH Fondatrice de nehs.
Selon les déclarations du président de ce groupe, Gérard Vuidepot, rapportée par le quotidien du médecin, ce groupement passe ainsi d'une offre « assurantielle » classique  (complémentaire santé, prévoyance, assurance de biens et responsabilité civile) à « un groupe pluridisciplinaire d'offres croisées de services complémentaires pour tous les professionnels de santé du sanitaire et du médico-social ». Le conseil d'administration du groupe doit adopter les orientations définitives de la stratégie de groupe le 14 décembre de cette même année.
Selon les déclarations de son président faites en juillet 2018, le groupe MNH n’envisage pas de rapprochement avec d’autres acteurs mutualistes. Outre les deux services de mutuelle d'assurance le groupe gère et administre quatre autres secteurs dénommé « Univers métiers » par le groupe[pertinence contestée].

#### Banque
Le 16 septembre 2014 la présidence de la MNH annonce sa montée au capital de la Banque Française Mutualiste, anciennement banque fédérale mutualiste. À la suite d'un investissement de 96,4 millions d'euros échelonné sur deux ans, la mutuelle veut devenir le premier actionnaire de cette banque spécialisée dans les services financiers aux fonctionnaires, et propriété de vingt-sept mutuelles de la fonction publique.
En 2015, Gérard Vuidepot, le président de la MNH est également élu en tant que président de la BFM par le conseil d'administration de la banque.

#### Médias et événementiel
En 2016, le groupe rachète la majorité des actions du groupe de presse Groupe Profession Santé, qui édite plusieurs journaux spécialisés dans le domaine de la santé dont le Quotidien du médecin, le Quotidien du pharmacien, le Généraliste et divers sites liés aux professions médicales et para-médicales.
En 2017, le groupe annonce une prise de participation dans le capital de PG Promotion, une société spécialisée dans l’organisation d’événements professionnels dans le domaine de la santé.

#### Services digitalisés
Le groupe gère le site KelDoc, spécialisé dans la prise de rendez-vous en ligne chez le médecin. La mutuelle est également propriétaire de l'éditeur de logiciels Medibase Système et actionnaire majoritaire de Vieviewer entreprise, société développant des interfaces universelles de visualisation des données médicales.

#### Services Industriels
Le groupe gère des  services industriels spécialisés dans l'hygiène  tel que Kalhyge[source insuffisante] (location-entretien d’hygiène textile) et Proserve Dasri[source insuffisante] (Collecte des déchets non dangereux).

## Sponsoring et soutien financier
Afin de marquer sa présence dans la profession hospitalière et médico-sociale, mais aussi dans le domaine de la formation universitaire, la MNH participe à des remise de récompenses dans le cadre de l'innovation et du développement professionnel. L'objectif est donc autant commercial que social.

### Le Trophée handicap MNH
Le trophée handicap MNH (ou innovation handicap MNH), placé sous le haut patronage du secrétaire d'état chargée des personnes handicapées, a été créé pour « développer la solidarité par l’exemple » dans le cadre de la prise en charge du handicap.

### Le MNH Trophy
En partenariat avec la banque française mutualiste, la MNH récompense les étudiants des écoles et des instituts de formation des professions médicales, paramédicales et sociale qui présentent des projets pour « améliorer leurs futures pratiques professionnelles »

### Le Prix d'attractivité FHF/MNH
Créé en 2017, la fédération hospitalière de France (FHF), en collaboration avec le groupe MNH décerne le Prix Attractivité, récompense destinée à « encourager et faire connaître les initiatives pour l'attractivité médicale ». En 2018 le prix a été attribué au 2018 au CHU de Reims pour « son action envers les internes ».

### Course de l'EDHEC
Compétition présentée comme le plus grand événement sportif étudiant d'Europe, la Course Croisière EDHEC a reçu l'aide financière de la MNH en qualité de sponsor associée avec d'autres organismes mutualistes ainsi que l'EHESP.

## Présidents
- Gabriel Gorge de 1981à 1995
- Yvon Lemarié, jusqu'en 1997.
- Gérard Vuidepot (né en 1949[23]) de 1997 à septembre 2021.
- Benoît Fraslin, Directeur du CH Sud Seine et Marne, depuis septembre 2021